# Dragon Ball: Sparking! Zero
Dragon Ball: Sparking! Zero es un videojuego de lucha desarrollado por Spike Chunsoft y publicado por Bandai Namco Entertainment. Basado en la franquicia Dragon Ball creada por Akira Toriyama, es la cuarta entrega principal de la serie Budokai Tenkaichi, que a su vez es una secuela de Dragon Ball Z: Budokai Tenkaichi 3 (2007) y el primero en lanzarse bajo el título original de Sparking! fuera de Japón.
Sparking! Zero se lanzó para PlayStation 5, Xbox Series X/S y Windows el 10 de octubre de 2024 en Japón. Al día siguiente se lanzó para el resto del mundo.

## Jugabilidad
Dragon Ball: Sparking! Zero es un videojuego de lucha en 3D y una secuela de juegos anteriores como Budokai Tenkaichi 3, Budokai Tenkaichi 2 y Budokai Tenkaichi. En él, los jugadores pueden formar equipos de cinco o jugar individualmente con personajes de Dragon Ball y enfrentarse a otros equipos o personajes. El juego introduce varios sistemas de combate nuevos, como el conteo de habilidades, el contraataque de venganza y los asaltos desvanecientes, manteniendo el contraataque y el sistema de carrera de juegos anteriores. Incluye personajes, formas y escenarios jugables nuevos y recurrentes, y los escenarios contienen elementos destructibles, para un total de 182 personajes jugables. Los jugadores pueden elegir cualquiera de los 100 personajes al comienzo del juego y tienen que desbloquear otros personajes usando Zeni, una moneda del juego que se obtiene al jugar. El juego también tiene 12 etapas en el lanzamiento.
El juego presenta un nuevo modo llamado «batalla personalizada», que permite a los jugadores crear sus propios escenarios de combate de Dragon Ball y compartirlos en línea con otros jugadores. El modo batalla personalizada se divide en un modo simple y uno normal, lo que permite a los jugadores personalizar sus escenarios con diversas herramientas. También incluye «batalla de episodios», que funcionan como el modo historia del juego, desde la perspectiva de ocho personajes jugables: Goku, Vegeta, Piccolo, Gohan, Trunks del futuro, Freezer, Goku Black y Jiren. Estos episodios retratan la historia de Dragon Ball Z (1989-1996) y Dragon Ball Super (2015-2018), aunque los jugadores pueden tomar decisiones narrativas en distintos puntos de la trama, lo que resulta en finales diferentes al original.

### Contenido descargable
El pase de temporada (en inglés season pass) reveló el lanzamiento de tres paquetes de contenido descargable (DLC) para Sparking! Zero. El primero es el «paquete héroe de la justicia», que incluye once personajes de la película Dragon Ball Super: Super Hero (2022): las versiones cinematográficas de Gohan y Piccolo (cada una con cuatro formas), Gamma 1, Gamma 2 y Cell Max. Estuvo disponible el 23 de enero de 2025. El segundo y tercer paquete DLC incluye personajes de la serie de anime Dragon Ball Daima (2024-2025), como Vegeta (mini) y Glorio.

## Desarrollo
Sparking! Zero fue desarrollado por Spike Chunsoft y fue el primer juego de la serieBudokai Tenkaichi desde Dragon Ball Z: Tenkaichi Tag Team (2010) para PlayStation Portable. El equipo describió que tener una gran lista de personajes para el juego fue «desafiante», ya que no podían reutilizar ningún recurso de los juegos anteriores. Sparking! Zero, a diferencia de Dragon Ball FighterZ (2018), no se concibió como un juego de eSports. Algunos personajes, que son débiles en el canon de Dragon Ball, serán débiles en el juego. Para mantener el equilibrio, el equipo introdujo el sistema de «costo». Cada jugador solo tiene un costo predeterminado en cada ronda, y los personajes más fuertes costarán mucho más que los más débiles. ¡Sparking! Zero marcó la última participación de Tōru Furuya como la voz de Yamcha, tras un escándalo a principios de ese mismo año que lo obligó a renunciar al papel.